# (7231) Porco
(7231) Porco (1985 TQ1) – planetoida z pasa głównego asteroid okrążająca Słońce w ciągu 5,65 lat w średniej odległości 3,17 j.a. Odkryta 15 października 1985 roku.